# Керёнсан
Керёнсан (кор. 계룡산, 鷄龍山, Gyeryongsan, Kyeryongsan) — гора в провинции Чхунчхон-Намдо, Южная Корея, высотой 848 м. Находится на границе нескольких городов — Конджу, Керёна и Тэджона. Считается священной, по верованиям пропитана большим количеством энергии ци. Некоторые части горы отданы военным, другие входят в состав национального парка Керёнсан.